# Daichi Akiyama
Daichi Akiyama (født 28. juli 1994) er en japansk fodboldspiller, som spiller for den japanske fodboldklub Cerezo Osaka.